# Neuilly-le-Réal
Neuilly-le-Réal – miejscowość i gmina we Francji, w regionie Owernia-Rodan-Alpy, w departamencie Allier.

## Demografia
Według danych na rok 1990 gminę zamieszkiwało 1287 osób, a gęstość zaludnienia wynosiła 27 osób/km². W styczniu 2015 r. Neuilly-le-Réal zamieszkiwało 1488 osób, przy gęstości zaludnienia wynoszącej 31,2 osób/km².